# Боксвилл (тауншип, Миннесота)
Боксвилл (англ. Boxville) — тауншип в округе Маршалл, Миннесота, США. На 2000 год его население составило 31 человек.

## География
По данным Бюро переписи населения США площадь тауншипа составляет 21,7 км², из которых 21,7 км² занимает суша, водоёмов нет.

## Демография
По данным переписи населения 2000 года здесь находились 31 человек, 17 домохозяйств и 12 семей. Плотность населения — 1,4 чел./км². На территории тауншипа расположено 19 построек со средней плотностью 0,9 построек на один квадратный километр. Расовый состав населения: 100,00 % белых.
Из 17 домохозяйств ни в одном не воспитывались дети до 18 лет, в 64,7 % проживали супружеские пары, в 5,9 % проживали незамужние женщины и в 29,4 % домохозяйств проживали несемейные люди. 29,4 % домохозяйств состояли из одного человека, при том 17,6 % из — одиноких пожилых людей старше 65 лет. Средний размер домохозяйства — 1,82, а семьи — 2,17 человека.
16,1 % населения — в возрасте от 18 до 24 лет, 38,7 % — от 25 до 44, 35,5 % — от 45 до 64 и старше 65 лет. Средний возраст — 58 лет. На каждые 100 женщин приходилось 93,8 мужчин. На каждые 100 женщин старше 18 приходилось 93,8 мужчин.
Средний годовой доход домохозяйства составлял 46 875 долларов, а средний годовой доход семьи — 46 875 долларов. Средний доход мужчин — 20 625 долларов, в то время как у женщин — 14 375. Доход на душу населения составил 31 503 доллара. За чертой бедности не находились ни одна семья и ни один человек.